# Trichilia quadrijuga
Trichilia quadrijuga là một loài thực vật có hoa trong họ Meliaceae. Loài này được (Miq.) Kunth miêu tả khoa học đầu tiên năm 1822.